# 韋斯特里奇 (阿肯色州)
西嶺（英語：West Ridge）是位於美國阿肯色州密西西比縣的一個非建制地區。該地的面積和人口皆未知。

## 地理
西嶺的座標為35°40′59″N 90°15′45″W / 35.68306°N 90.26250°W，而該地的平均海拔高度為69米（即226英尺）。